# 国家美式足球联盟集体谈判协议
全国橄榄球联盟集体谈判协议（NFL Collective Bargaining Agreement），简称NFL劳资协议，是美国全国橄榄球联盟球员协会与全国橄榄球联盟（NFL）资方之间签署的劳资协议。劳资协议对联盟的收入进行了分配，制定了球员健康和安全标准，并为的所有参与者确定了养老金和医疗保障等福利。
第一份劳资协议是在1968年球员协会投票决定以罢工的形式争取提高联盟中所有球员的薪金，养老金和福利后签订的。最近的一次劳资协议协商是在2011年，在经过130天的停摆后双方签订了有效期至2020年的新协议，协议内容包括包括联盟收入分配的变化，球员福利的增加以及在休赛期，季前赛和常规赛练习活动中对球员健康和安全的保障。